# Eva-Maria Görgen
Eva-Maria Görgen (auch: Goergen; * 26. November 1929 in Düsseldorf; † November 1998 in München) war eine deutsche Opern-, Operetten- und Musicalsängerin in der Stimmlage Mezzosopran.

## Leben und Wirken
Nach ihrer Gesangsausbildung ging sie an das Stadttheater von Krefeld. Es folgten Engagements an den Musikbühnen von Wiesbaden, Frankfurt und Mannheim. 1958 wurde die Künstlerin  Ensemblemitglied am Staatstheater am Gärtnerplatz, dem sie 35 Jahre angehörte. Dort brillierte sie in vielen Opern, Operetten und einigen Musicals. Görgen sang u. a. den Ramiro in La  finta giardiniera, die Nicklausse in Hoffmanns Erzählungen, die Titelrolle in Mignon, die Königin in Schwanda, der Dudelsackpfeifer, die Czipra in Der Zigeunerbaron und  die Palmatica in Der Bettelstudent. Unvergesslich ist ihre Rolle der Knusperhexe in Hänsel und Gretel. Die Oper wurde 1970 für das ZDF inszeniert.
Neben ihrer Bühnenpräsenz war Görgen noch rege als Lied- und Konzertsängerin tätig. Ferner gab die zur Bayerischen Kammersängerin ernannte Künstlerin privaten Gesangsunterricht und wirkte in einigen TV-Filmen mit.
Görgen starb 1998 an den Folgen eines Verkehrsunfalls. Beerdigt wurde sie auf dem Waldfriedhof Solln (Grabstätte Nr. 8-2-30a).

## DVD
- Falstaff. Arthaus Musik, 2010.